# William Klein
William Klein (19 de Abril de 1926, Nova York, EUA - 10 de setembro de 2022, Paris, França) foi um fotógrafo, diretor de cinema e pintor norte-americano de origem húngara, que porém desenvolveu quase toda a sua carreira em Paris, onde viveu. A sua alcunha é Bad Boy.

## Vida
A carreira artística de Klein começou em Paris em 1948 onde recebeu formação em pintura. Descobriu a sua paixão pela fotografia no princípio dos anos 1950, tendo inicialmente experimentado a fotografia como meio de expressão abstracta, para logo depois ficar fascinado com as capacidades fotográficas de reproduzir o mundo real.
Em 1954 é contratado pela revista Vogue como fotógrafo de moda. A fotografia de moda de Klein caracterizava-se pela abordagem irónica e subjectiva.
Na segunda metade dos anos 1950, por encomenda do realizador cinematográfico, Federico Fellini realiza um trabalho fotográfico sobre a cidade de Roma (Rome, 1958), a que se seguem, sobre a mesma temática, os trabalhos sobre Moscou e Tóquio (Moscou et Tokyo, 1961).
As imagens de Klein caracterizam-se pelo apurado uso das distâncias focais das objectivas fotográficas em relação ao tema, pela iluminação pouco convencional e por motivos desfocados pelo movimento que possuem.
No culminar da sua carreira dedica-se à produção e realização cinematográfica.
No ano de 2003, comemorou-se setenta e cinco anos de William Klein. Não que fosse necessário um motivo especial para falar sobre um dos mais importantes fotógrafos contemporâneos, legítimo divisor de águas na história da fotografia de moda; mas porque não aproveitar a ocasião e fazer uma homenagem, digamos, mais formal? Decidi, por isso, utilizar este pequeno espaço para fazer uma série de três colunas exclusivamente dedicadas à sua obra.
Klein trouxe, para a fotografia de moda, um olhar de estrangeiro: avesso ao mundo fashion, fez deste estranhamento um terreno no qual construiu uma obra marcada pelo pathos da distância. Experiência, em certo sentido, familiar - já que como um estrangeiro conheceu o mundo já em seus primeiros anos de vida. Filho de imigrantes judeus, nascido no ano em que sua família havia mergulhado na pobreza devido à quebra do comércio de roupas de seu pai, o jovem William conheceu cedo esta dupla marginalização, étnica e econômica. No entanto, espíritos privilegiados não são derrotados facilmente, e também dupla foi a vantagem que Klein soube tirar da situação: primeiro, fazendo do MoMA seu refúgio; segundo, criando em sua periférica situação uma espécie de "posto de observação".
Durante toda a sua vida, Klein cultivaria estas virtudes que soube extrair dos reveses. Quando chegou à moda, também o fez como um estrangeiro: Alexander Liberman, diretor da Vogue, convidou-o para trabalhar na revista após ver uma exposição sua que nada tinha a ver com a moda; eram fotografias abstratas, parte das experiências que Klein vinha fazendo nas artes plásticas. A resposta do fotógrafo ao convite - trabalhar… "fazendo o quê?" - confirma sua declaração de que, na época, ele sequer sabia sobre o que era a Vogue - quanto mais como poderia trabalhar nela! O negócio foi fechado quando Liberman aceitou um projeto de Klein de fazer um portfólio, espécie de diário fotográfico, de Nova Iorque.
Diga-se de passagem que este projeto jamais foi concretizado, embora certamente trouxesse o germe do que futuramente seria a primeira grande obra do fotógrafo: o livro Life is Good for You in New York - William Klein Trance Witness Revels - título irônico para uma obra tão violenta e contundente que foi recusada pela Vogue e por todos os editores americanos, só sendo publicada em Paris, em 1956, nas palavras do próprio William Klein, tratava-se de fazer conscientemente o oposto daquilo que Cartier-Bresson propunha, ou seja: fotografar cenas das ruas de Nova Iorque da forma mais visível e com o maior volume possível de interferências - "minha estética era a do Daily News… eu via o livro que queria como um tablóide tornando-se enfurecido, indecente, manchado, com um layout brutal… isso era o que Nova Iorque merecia e receberia".
Só essa breve história já nos dá os ingredientes principais para que possamos entender a obra de William Klein: uma porção de inconformismo, muitas colheres de uma franqueza ácida, uma boa dose de sarcasmo e ironia a gosto. Consciente de seu valor, Klein nunca foi muito dado a concessões; e foi graças a isso que, em seu trabalho relacionado ao mundo fashion, desmontou estereótipos e contestou os padrões estabelecidos a tal ponto que, parafraseando uma de suas declarações sobre a já citada série de Nova Iorque, levou a fotografia de moda a um ponto zero. Mas isso já é assunto para a próxima coluna.